# Pag (ø)
 For alternative betydninger, se Pag. (Se også artikler, som begynder med Pag)
Pag (udtales [pâːɡ]; latin: Pagus, italiensk: Pago, tysk: Baag) er en kroatisk ø i den nordlige del af Adriaterhavet. Det er den femtestørste ø på den kroatiske kyst og den med den længste kystlinje.
I folketællingen i 2011 var befolkningen på øen 9.059. Der er to byer på øen, Pag og Novalja, samt mange mindre landsbyer og turiststeder. Pag er den eneste kroatiske ø, der administrativt er delt mellem to distrikter. Dens nordlige del tilhører Lika-Senj distrikt, mens den centrale og sydlige del tilhører Zadar distrikt.

## Geografi
Pag hører til den nordlige dalmatiske øgruppe og strækker sig nordvest-sydøst langs kysten og danner Velebit-kanalen. Øen har et areal på 284,56 km2 og kystlinjen er 269,2 kilometer. Den er omkring 60 km lang (fra nordvest til sydøst) og mellem 2 og 10 km bred.
Den sydvestlige kyst af øen er lav (inklusive Pag-bugten med den store Caska-bugt), og den nordvestlige er stejl og høj (inklusive Stara Novalja bugten). Det meste af øen er stenet; mindre områder er dækket af middelhavsbuske. Den sydøstlige del af øen indeholder karstsøerne Velo Blato og Malo Blato. Øens højeste top, på 349 moh. er Sveti Vid (St Vitus).
Der dyrkes druer, grøntsager og frugt i dalene og på markerne. På det nordlige område af Lun-halvøen er det hovedsageligt under olivenlunde. De fleste samfund på øen er forbundet med en vej. En 300 meter lang buebro, Pag broen, forbinder den sydlige del af øen med fastlandet. Færgen Prizna – Žigljen forbinder den nordlige del af øen med fastlandet. Øen har to byer, Pag og Novalja, og mange mindre landsbyer og samfund, herunder Lun, Stara Novalja, Gajac, Kolan, Metajna, Dinjiška, Povljana og andre. Øen er delt mellem to distrikter, hvor Novalja, Stara Novalja, Lun og Metajna er en del af det nordlige Lika-Senj distrikt, og resten af øen syd for en landtange ved Gajac, inklusive byen Pag, er en del af det sydlige Zadar distrikt.

## Historie
De tidligste beboere på øen var en illyrisk stamme, der kom til regionen i bronzealderen; spor af deres bebyggelse kan stadig ses omkring på Pag. I det 1. århundrede f.Kr. tog romerne øen i besiddelse og har efterladt sig adskillige arkæologiske og kulturelle artefakter.
Kroaterne ankom i det 7. århundrede under den store folkevandring og slog sig ned i området. Pag var i nogen tid under det kroatiske kongeriges styre. Alligevel blev der altid kæmpet om øen, og den blev i det 11. og 12. århundrede delt mellem samfundene Rab (Arbe) og Zadar (Zara).
Fra det 12. til det 14. århundrede var og de kroatisk-ungarske herskere på Pag og andre dalmatiske øer og byer hårdt udfordret af Republikken Venedig. I fire århundreder fra begyndelsen af det 15. århundrede var den under Venedig, indtil Venedig mistede sin uafhængighed i 1797. Østrig og Frankrig kæmpede derefter om Dalmatien, og da gik sejren til østrigerne.
Øen gik efter Første Verdenskrig fra Østrig-Ungarn til Kongeriget Jugoslavien. Under 2. verdenskrig var den en del af den uafhængige stat Kroatien (1941-45), hvor Ustaše oprettede koncentrationslejre ved Slana og Metajna, hvor de dræbte tusindvis af serbere, jøder, og kroatiske antifascister.

Efter 2. verdenskrig vendte den tilbage til Jugoslavien, og efter Jugoslaviens opløsning i 1991 blev øen en del af Republikken Kroatien. 